# Питер Аспе
Питер Аспе (нидерл. Pieter Aspe; 3 апреля 1953, Брюгге — 1 мая 2021, AZ Sint-Jan, Фламандский регион) — бельгийский писатель. Настоящее имя — Пьер Аспеслаг (нидерл. Pierre Aspeslag). Аспе писал детективные романы. К 2014 Питером было написано более 35 книг. В Бельгии люди часто ассоциируют Аспе с бельгийским пивом "Дювель" (нидерл. "Duvel"), потому что он часто пил этот сорт пива.

## Биография
Питер Аспе изучал латынь и естественные науки в Брюгге. После окончания средней школы поступил на факультет политических и социальных наук Гентского университета, но не окончил университет.
До того как стать писателем, Питер Аспе сменил несколько профессий. Ему приходилось быть продавцом, фоторепортёром, консьержeм в Базилике святой Крови Христовой в Брюгге, реставратором мебели и многим другим. Его писательская карьера началась только в 1995 году, когда он написал книгу Het vierkant van de wraak (Квадрат мести). Эта книга была первой из серии о комиссаре Питере Ван Ине (Pieter Van In) и Ханнелоре Мартенс (Hannelore Martens). Большинство его книг входит в эту серию.
В начале августа 2006 года у него случился сердечный приступ прямо на улице. Его сразу же госпитализировали и сделали операцию. После операции он был замечен за употреблением пива "Дювель". Этот инцидент вызвал общественный резонанс, однако кардиолог Аспе сказал, что употребление пива положительно сказывается на концентрации холестерина в крови.
Питер Аспе женился на Бернадетe (?) и у них родились две дочери: Тесса (1972) и Мира (1974). У него также две внучки: Лиса (2000) и Элин (2013). Йорис Ван Хулле (Joris Van Hulle) написал биографию о Питере Аспе в 2012 году (Pieter Aspe, Portret van een toptalent (Питер Аспе, Портрет необычного таланта). 
В Брюгге есть пешеходный маршрут, по которому можно посетить места, которые упоминаются в книгах Аспе.

## Работа
Питер Аспе писал детективные романы, в среднем по два в год. Главным персонажем является комиссар Питер Ван Ин. Ван Ин — грубый и упрямый человек среднего возраста. Он заядлый курильщик и часто ссорится с другими персонажами. Он был человеком-одиночкой, которому нравится бельгийское пиво "Дювель". В книгах появляется ещё важный персонаж: Ханнелоре Мартенс. Она сначала работает в прокуратуре, а потом становится судебным следователем. В книгах Ван Ин и Мартенс влюбляются и женятся и у них рождаются трое детей.
Аспе написал более 30 книг с участием этих персонажей. Серия о Питере Ван Ине и Ханнелоре Мартенс является самыми популярными книгами в творчестве Аспе. Обычно он писал книги о местах, которые он хорошо знает. Большинство сюжетов разыгрывается в Брюгге, где он вырос, а некоторые в Бланкенберге, где он жил.
Первые десять книг, сюжет которых разыгрывается в Брюгге экранизированы в сериалe Аспе (нидерл. Aspe). После этих десяти ещё сняли больше серий, которые не были основаны на книгах, но были в том же жанре, с одобрения самого Питера Аспе. В 2014 году показывается десятый и последний годовой сериал по бельгийскому телевидению. После показа первого сериала Аспе, продажа книг Питера Аспе сильно увеличилась. В декабре 2008 года Аспе уже продал более чем 1,5 миллиона книг в Бельгии и Нидерландах.
Кроме того, существует четыре комикса, героем которых является Питер Ван Ин, как из книг, так и из сериала. Наряду с серией о Питерe Ван Инe, Питер Аспе ещё написал две книги, рассчитанных преимущественно на молодого читателя: Bloedband (Кровные узы), продолжение - Luchtpost (Воздушная почта) и ещё четыре других триллера. По заказу бельгийской газеты Het Nieuwsblad, Питер Аспе написал книгу Dekmantel. Это рассказ состоящий из семи эпизодов появился в газете в августе 2009 года.
Несколько его книг были переведены и изданы во Франции, США, Германии, Италии, Испании, Польше, Чехии и Южно-Африканской Республике. С весны 2014 года его книги также издаются в России. Первой книгой, изданной в России, является Het vierkant van de wraak (Квадрат Мести).
В апреле 2014 года издатель Питера Аспе опубликовал видео, в котором можно увидеть сильно избитого Питерa Аспе. Видео было рекламным трюком для новой книги (Pijn)³ (Боль).

## Награды
Питер Аспе получил несколько наград за своё творчество. В 2001 году он получил награду Эркюль Пуаро за книгy Zoenoffer (Мирная жертва), в 2002 году Humo’s Gouden Bladwijzer за книгy De vijfde macht (Пятая власть), и в 2010 году он получил награду Эркюль Пуаро за всё творчествo. Последнюю награду получили только 3 человека.